# Liberación de Deir ez-Zor
La liberación de Deir ez-Zor durante la Guerra Civil Siria consistió en la entrada de la Coalición RSII en la ciudad de Deir ez-Zor desde finales de septiembre hasta inicios de noviembre de 2017. La batalla comenzó cuando el Ejército Árabe Sirio logró romper el asedio a gran escala impuesto por Estado Islámico con el propósito de aniquilar a los últimos focos de resistencia gubernamental, el 14 de septiembre la Fuerza Aérea Rusa inició los bombardeos a las posiciones yihadistas dando posibilidad para que el Ejército Árabe Sirio por medio de la retaguardia atacará a las milicias de Estado Islámico y posteriormente lograr ingresar a la ciudad, una vez ya dentro los pocos focos de resistencia gubernamental que quedaban se incorporaron a las Fuerzas Armadas Árabes Sirias e iniciaron una campaña de reconquista hacía los distritos ubicados al centro, finalmente el 3 de noviembre el gobierno sirio lograría controlar el 100% de la ciudad y su área metropolitana.
En esta batalla participaron activamente los miembros de la milicia pro-gubernamental Fuerza de Defensa Nacional, grupo parcialmente formado por mujeres ya sea de forma integral o voluntaria, el comando líder de las FDN y de las Fuerzas Armadas Árabes Sirias en conjunto fue el general Issam Zahreddine que murió durante el desembarco en la isla de Saqr del río Éufrates, su liderazgo fue remplazado por Suhail Hassan, por el lado ruso, el general Valery Asapov fue asesinado durante una presentación al aire libre.
Una de las principales consecuencias políticas de la liberación de Deir ez-Zor fue la práctica desaparición del Estado Islámico en el noreste de Siria y la caída de la tercera «capital» del autodenominado Califato Islámico Universal; para las Fuerzas Democráticas Sirias la liberación también fue inconveniente a sus intereses ya que el plan inicial de su ofensiva al norte de la ciudad era intervenir en la ciudad (al igual que en Al Raqa) antes que la Coalición RSII. Por otra parte, la liberación permitió al gobierno de la República Árabe Siria y al presidente Bashar al-Ásad incrementar su hegemonía en los territorios sirios frente a otros rivales bélicos.
En el lado ruso, por la ubicación estratégica de Deir ez-Zor —en posición privilegiada a orillas del río Éufrates y considerada la urbe metropolitana más importante del este de Siria— el gobierno de la Federación Rusia mencionó con anterioridad que construirá una base aérea posterior a la campaña de liberación «para evitar [el] avance rebelde» en referencia de las Fuerzas Democráticas Sirias que son apoyadas abiertamente por la Coalición Internacional que mantiene estacionadas sus fuerzas en las fronteras de la autodenominada Federación Democrática de Siria Septentrional.

## La Batalla por Deir ez-Zor

### Rodeando la ciudad
El 14 de septiembre, el Ejército sirio capturó el distrito de Al-Baghiliyah así como el campus universitario de Al-Jazeera, localizado dentro del distrito. Después de esto, el Ejército sirio fue capaz de capturar Maria'yah y aseguró su entorno.
El 15 de septiembre, la portavoz del Ministerio ruso de Exteriores Maria Zakharova anunció el principio de la ofensiva del ejército a través del Éufrates, nombre código salto de Assad, y un día más tarde, la fuerza aérea rusa bombardeó las posiciones de las SDF nordeste de Deir ez-Zor.
El 16 de septiembre, el Ejército sirio capturó Ayyash y su cerro cercano, recapturando así los territorios perdidos en la ofensiva de Daesh de 2016.
El 18 de septiembre, las SAA cruzaron el río Éufrates a través de puentes de pontón, y lanzó una ofensiva en la ribera oriental de la ciudad de Deir ez-Zor, capturando posiciones al este de al-Marat y logrando las afueras de Mazloum. El 22 de septiembre, la 4.ª División Mecanizada y la 5.ª Legión empezaron un avance al sur de Mazloum hacia Khasham.
El 23 de septiembre, fuerzas del gobierno avanzron al noroeste de Deir ez-Zor, enlazándose con las tropas en al sureste de Raqa y capturando Maadan. Entre el 14 y el 23 septiembre, el ejército había liberado entre 1300 y 1700 kilómetros cuadrados de territorio, incluyendo 35 ciudades y pueblos.
El 16 de octubre, el Ejército sirio capturó la ciudad de al-Husayniyah al otro lado de Éufrates de Deir ez-Zor. Al día siguiente, la ciudad de Janenah también fue capturada.
El 17 de octubre, el Ejército sirio comprometió a Daesh en el banco este del Éufrates y Al -Khasarat, Al-Kanamat, y Al-Matar, dándoles control de todas las  áreas que alrededor de la ciudad. El día siguiente, las fuerzas Democráticas sirias capturaron los pueblos de Shaqra, Hissan, Safirah Fawqani y Al-Jea'un. Estos avances eliminaron toda la presencia de Estado Islámico a lo largo del Éufrates al norte de Khusham, con excepción de Deir Ez-Zor.

### Capturando la ciudad
El 17 de octubre, el Ejército capturó tres distritos en Deir ez-Zor y avanzó en otras tres áreas, trayendo 90 por ciento de la ciudad bajo su control.
El 18 de octubre, mientras se producían las operaciones contra Estado Islámico en la isla Saqr, El General Issam Zahreddine fue asesinado después de que su convoy se topara con una mina. El día siguiente, Daesh lanzó una ofensiva sorpresa en la isla Saqr. Detonaron una bomba de túnel antes de un ataque general sobre las posiciones del Ejército sirio, con el fin de empujarlos fuera la isla. Aun así, el ataque fue repelido.

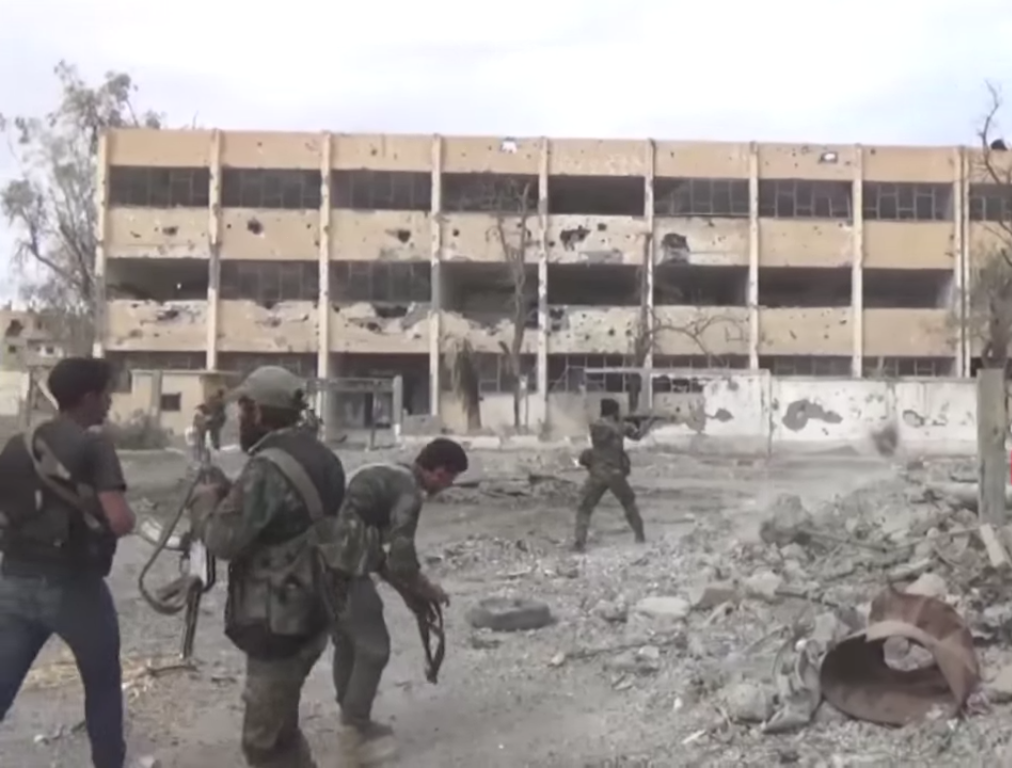
Los soldados sirios luchando en las calles de Deir Ez-Zor el 2 de noviembre

El 25 de octubre, el Ejército sirio penetró a través de las defensas de Estado Islámico en la sección de noroeste del distrito de Al-Harabisheh llegando a 100 metros del estadio de ciudad. Al día siguiente, después de capturar el distrito Industrial de la ciudad, las fuerzas de Ejército sirio dirigidas por las Fuerzas Tigre cruzaron el Éufrates y atacaron la isla Saqr desde su flanco occidental. A fin del día, las SAA pudieron capturar la isla. También capturaron partes del distrito de al-Sena'aa y entraron en el distrito de Ummal.
El 29 de octubre, el ejército capturó dos distritos y un estadio en Deir ez-Zor. El 31 de octubre, las SAA recapturaron los distritos de al-Kannamat y al-Rasafeh, así como completamente asegurando el área del Aeropuerto, después de tomar el estadio municipal el día anterior.
El 1 de noviembre, el Ejército sirio hizo avances significativos en el centro de Deir ez-Zor, capturando el distrito de Jubaliyah, la escuela de leyes, el parque central y la parte sur del distrito de Hamidiyah. Al día siguiente, las líneas defensivas de Daesh colapsaron con las fuerzas Tigre y unidades de la guardia Republicana haciendo rápidos avances en las partes centrales de la ciudad, capturando el distrito más grande de Deir ez-Zor, Hamidiyah. Esto empujó a Daesh a los cuatro barrios restantes bajo su control a lo largo de la ribera occidental del Éufrates. A la medianoche, los barrios de Sheikh Yassin, Ardhi y Rashdiyah fueron capturados, dejando sólo el distrito al-Hawiqa distrito bajo el control, con alrededor de 100 militantes atrincherados allí. El 3 de noviembre, el ejército liberó por completo la ciudad.
El 10 de noviembre, el Ejército sirio controlaba el 80 por ciento de la isla Hawijat Qati después de una ofensiva para capturar las últimas posiciones de Daesh en el área. El 17 noviembre, los últimos defensores de la isla se habían rendido, y el Ejército sirio recuperó el control de todo el territorio que rodea la ciudad de Deir ez Zor.

Progreso de la ofensiva en las áreas circundantes a Deir ez-Zor

## Consecuencias: avance hacia Abu Kamal
La victoria en Deir ez-Zor la ciudad liberó unidades del ejército sirio para atacar a las fuerzas de Estado Islámico en las ciudades al sur de Mayadin y unirse a los esfuerzos para liberar la ciudad fronteriza de Abu Kamal, desde el norte.